# Hymenophyllum contractile
Hymenophyllum contractile är en hinnbräkenväxtart som beskrevs av Sod. Hymenophyllum contractile ingår i släktet Hymenophyllum och familjen Hymenophyllaceae. Inga underarter finns listade.